# Shilajit

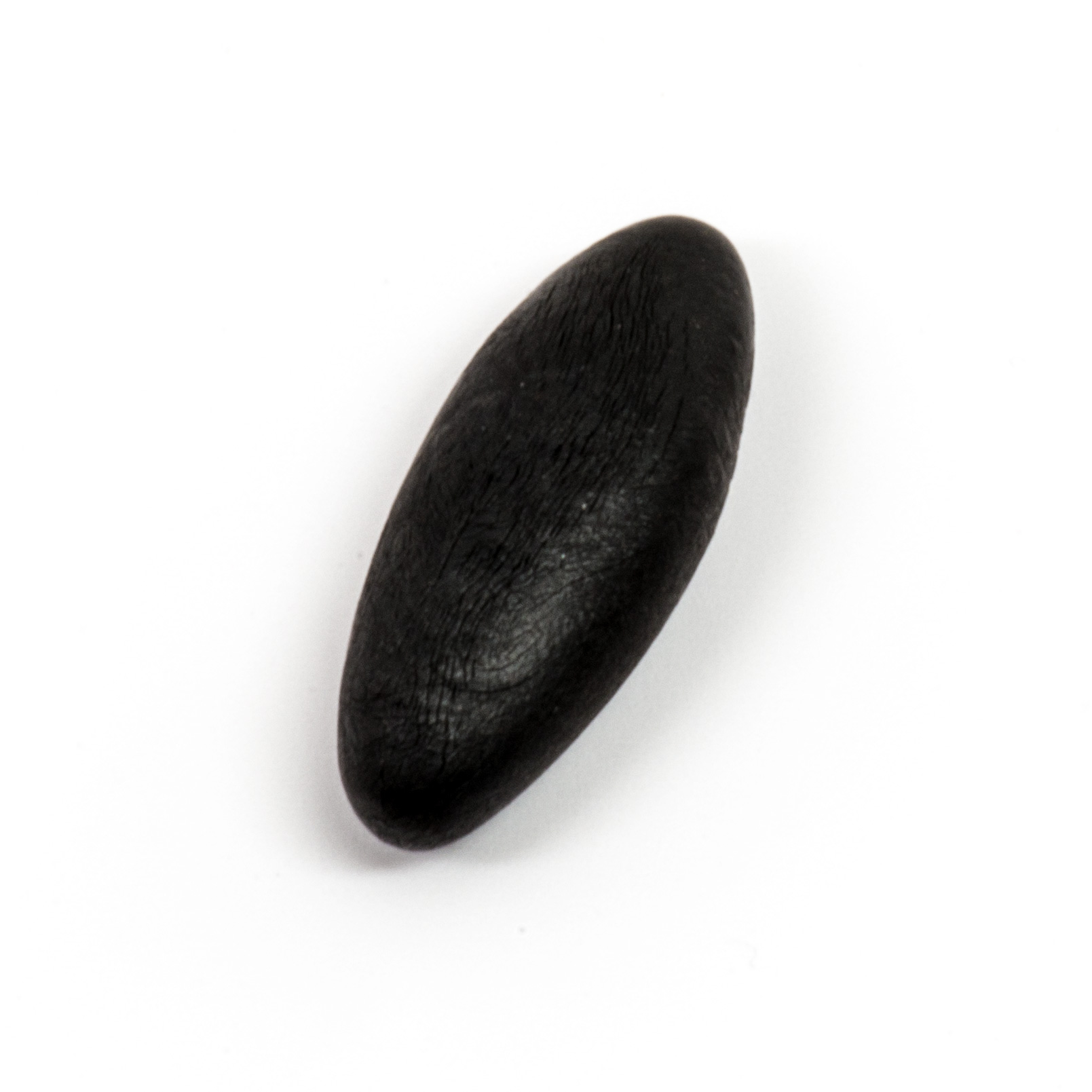
Un gramme de Shilajit purifié. Exemple typique de résine sèche qui a 7% à 9% d'humidité.

Le shilajit (du sanskrit शिलाजतु, śilājatu) – aussi appelé moumiyo (parfois transcrit mumijo), mu moi, mamie, m’immola (du russe мумиё) – est une sorte de résine épaisse et collante dont la couleur va du blanc au marron foncé (cette dernière étant plus commune) qui se trouve principalement dans l'Himalaya et les montagnes du Tibet, les montagnes du Caucase, les montagnes de l'Altaï, et les montagnes de Gilgit-Baltistan au Pakistan.
Elle était extraite dans certaines cavités ce qui a longtemps fait pencher pour une origine minérale.
Sa nature exacte n'est actuellement pas connue mais ne serait pas minérale : on note la présence de vitamines et d'acides aminés, de triterpènes, mais aussi d'acides humiques et de 85 minéraux,. L'hypothèse de l'origine végétale (résine) est la plus probable. On note une certaine corrélation avec la  présence d'Euphorbia royleana.
Le shilajit ne présente aucune preuves de son efficacité. De plus, certains éléments contenus dans le shilajit peuvent s'avérer toxiques s'ils sont consommés en trop grande quantité.
On ne doit pas confondre le shilajit, aux bienfaits reconnus dans la pharmacopée asiatique, avec l'ancienne « mumie » ou « momie » en français, une substance pouvant prendre une apparence brunâtre similaire, mais d'origine mystique très différente et sans effet posologique démontré, voire dont l'usage pouvait être très risqué (sa formulation ou sa préparation ou conservation a fait l'objet de nombreux abus par des marchands peu scrupuleux et a causé de sévères intoxications voire des décès chez des adeptes imprudents, trompés et mal informés).